# Konerikuppam
Konerikuppam es una ciudad censal situada en el distrito de Kanchipuram en el estado de Tamil Nadu (India). Su población es de 11406 habitantes (2011). Se encuentra a 68 km de Chennai y a 4 km de Kanchipuram. 

## Demografía
Según el censo de 2011 la población de Konerikuppam era de 11406 habitantes, de los cuales 5655 eran hombres y 5755 eran mujeres. Konerikuppam tiene una tasa media de alfabetización del 87,62%, superior a la media estatal del 80,09%: la alfabetización masculina es del 92,95%, y la alfabetización femenina del 82,36%.